# Mihael VII. Duka
Mihael VII. Duka,  (grč. Μιχαήλ Ζ΄ Δούκας), s nadimkom Parapinaces (u značenju "manje od četvrtine", odnosilo se na pad vrijednosti novca za njegove vladavine) (Carigrad, oko 1050. - ?, 1090.) bizantski car svega jednu godinu od 1056. do 1071. do 1078. godine. U vrijeme njegove vladavine Bizantsko Carstvo doživjelo je teritorijalno osipanje i gospodarsko slabljenje, pad vrijednosti novca, porast cijena i vojne pobune.
Bio je najstariji sin bizantskog cara Konstantina X. Duke (1059. – 1067.) te njegov suvladar od 1059. godine. Poslije očeve smrti vladao je isprva s poočimom Romanom IV. Diogenom, a samostalno je zavladao tek kada je Roman IV. svrgnut s prijestolja, nakon poraza u bitki kod Manzikerta 1071. godine, iako je i kao samostalan vladar i dalje bio pod utjecajem drugih, osobito Mihaela Psela i strica Ivana Duke. Pokazao se neodlučnim u rješavanju goručih problema zbog čega se pod pritiskom vojskovođe Nikefora Brijenija i stratega anatolijske teme Nikefora III. Botanijata odrekao carske vlasti 1078. godine i povukao u samostan. Netom prije smrti postao je biskupom Efeza.

## Vanjske poveznice
- Mihael VII. Duka Hrvatska enciklopedija
- Mihael VII. Duka (Mihael Parapinaces) Proleksis enciklopedija

| Mihael VII. Duka Dinastija DukaRođ. c. 1050. Umr. c. 1090. |                                                    |                                   |
| Vladarske titule                                           |                                                    |                                   |
| prethodnik Roman IV. Diogen                                | bizantski car 22. svibnja 1067. – 24. ožujka 1078. | nasljednik Nikefor III. Botanijat |